# Рамбо (филм, 2008)
„Рамбо“ (на английски: Rambo) е американски екшън филм от 2008 г., режисиран и съавтор на Силвестър Сталоун, базиран на героя Джон Рамбо, създаден от автора Дейвид Морел за романа му „Рамбо: Първа кръв“. Продължение на „Рамбо 3“ (1988), това е четвъртата вноска във франчайза на „Рамбо“ и съ-звезди Джули Бенц, Пол Шулце, Матю Марсден, Греъм Мактавиш, Рей Галегос, Тим Кан, Джейк Ла Боц, Маунг Маунг Хин и Кен Хауърд. Филмът е посветен на паметта на Ричард Крена, който играе полковник Сам Траутман в предишните филми и който умира от сърдечна недостатъчност през 2003 г.
Във филма Рамбо (Сталоун) води група наемници в Бирма, за да спаси християнски мисионери, които са били отвлечени от местна пехотна част.

## Актьорски състав
- Силвестър Сталоун – Джон Дж. Рамбо
- Джули Бенц – Сара Милър
- Пол Шулце – Доктор Майкъл Бърнет
- Матю Марсдън – „Ученик“
- Греъм Мактавиш – Луис
- Тим Канг – Ен-Джо
- Рей Галегос – Диас
- Джейк Ла Боц – Рийз
- Маунг Маунг Кхин – Майор Па Tee Тинт
- Кен Хауърд – Отец Артър Марш
- Супакорн Кутсон – Муинт
- Аунг Аай Ной – Лейтенант Ай
- Сорнрам Патчимтасанакарн – Та

## Филми от поредицата за „Рамбо“
Поредицата „Рамбо“ включва 5 филма:
- „Рамбо: Първа кръв“ (1982)
- „Рамбо: Първа кръв, втора част“ (1985)
- „Рамбо 3“ (1988)
- „Рамбо“ (2008)
- „Рамбо: Последна кръв“ (2019)